# Elisabeth Garcia
Elisabeth Garcia (3 de enero de 1975) es una deportista noruega que compitió en lucha libre. Ganó una medalla de bronce en el Campeonato Mundial de Lucha de 1991, en la categoría de 47 kg.

## Palmarés internacional
| Campeonato Mundial | Campeonato Mundial | Campeonato Mundial | Campeonato Mundial |
| Año                | Lugar              | Medalla            | Categoría          |
| ------------------ | ------------------ | ------------------ | ------------------ |
| 1991               | Tokio (Japón)      | Medalla de bronce  | 47 kg              |